# 白元镇
白元乡，是中华人民共和国河南省洛陽市伊川县下辖的一个乡镇级行政单位。

## 行政区划
白元乡下辖以下地区：
白元村、双头村、常峪保村、省元头村、谢庄村、班庄村、夹河村、辛庄村、水牛沟村、良寨村、夏保村、土门村、王庄村、富留店村、王其店村、杨寨店村、魏寨店村、洁泊村、洁泊寨村和吴起岭村。